# Are We There Yet? (série de televisão)
Are We There Yet? é uma sitcom americana, criada por Ali LeRoi, e transmitida originalmente pelo canal TBS, entre 2 de junho de 2010 e 1 de março de 2013. Baseada no filme homônimo de 2005 e em sua continuação de 2007, que gira em torno do protagonista Nick Persons tentando lidar com seus enteados e novas situações familiares. Ice Cube, Ali LeRoi, Matt Alvarez, Vince Totino, e Joe Roth são os produtores executivos da série.
Em 16 de Agosto de 2010, foi anunciado que a série passará por 90 episódios adicionais. Em agosto de 2010, tanto Ice Cube como o protagonista Terry Crews expressaram entusiasmo, anunciando em torno de cinco ou seis temporadas.
A série foi exibida no Brasil em 2012 pelo canal de televisão por assinatura TBS, sendo reexibida no Comedy Central desde 22 de novembro de 2022, enquanto que em Portugal, está sendo exibida pelo TVSéries.
Em 2013 a série chega ao final com 3 temporadas, sendo a última, ter 56 episódios.

## Enredo
A série se passa após os eventos de Are We There Yet? e Are We Done Yet?, e centra-se na vida da família Kingston-Persons, enfrentando os desafios da vida cotidiana em uma nova família misturada. Nick Persons (Terry Crews) e Suzanne Kingston (Essence Atkins) estão casados há 6 meses, e os problemas familiares estão começando a surgir. Nick, um ex-atleta, vendeu sua loja de artigos esportivos por um emprego em tecnologia da informação. Ele ainda está tentando descobrir seu papel na família e tentando se relacionar com seus enteados: Lindsey, de 14 anos, e Kevin, de 10, enquanto Suzanne também possui uma agenda agitada como organizadora de festas. O pai das crianças e ex-marido de Suzanne, Frank Kingston (Charlie Murphy), possui uma nova família. Já a mãe de Nick (Telma Hopkins) não está feliz com o casamento do filho ou seu novo papel de avó, e tem dificuldade em se dar bem com sua nova nora.
Nick ainda precisa lidar com seu cunhado, Terrence (Ice Cube), um paramilitar que vive ameaçando-o caso ele pise na bola com Suzanne ou as crianças.

## Elenco e personagens

O elenco de Are We There Yet? (da esquerda para a direita), Coy Stewart como Kevin, Essence Atkins como Suzanne, Terry Crews como Nick, Teala Dunn como Lindsey e Ice Cube como Terrence.

### Principais
- Terry Crews substitui Ice Cube como Nick Kingston-Persons, o personagem principal. Novo no casamento e na paternidade, Nick é um ex-atleta que trabalha como comentarisra esportivo na TV. Filho único de uma mãe excêntrica, ele possui sólidos valores familiares e uma forte ética de trabalho. Nick era dono de uma loja de artigos esportivos, mas recentemente vendeu o negócio para seu melhor amigo Martin e conseguiu um emprego como repórter esportivo na KAWT. Nick mais tarde se torna co-proprietário do bar/restaurante com tema esportivo de Martin.
- Essence Atkins substitui Nia Long como Suzanne Kingston-Persons, esposa de Nick, mãe de Lindsey e Kevin e irmã de Terrence. Suzanne é uma mulher moderna com uma carreira e amor pela família. Como uma mulher recém-casada de dois filhos, ela está tentando conciliar família e carreira, enquanto também tenta se divertir um pouco. Suzanne é uma organizadora de eventos de sucesso, conhecida por sua criatividade e atenção aos detalhes. Ela também tem uma sagacidade infantil.
- Coy Stewart substitui Philip Daniel Bolden como Kevin Kingston-Persons, filho de Suzanne, enteado de Nick e irmão mais novo de Lindsey. Ele é um ávido fã de futebol e pode ser encontrado regularmente assistindo seu jogador favorito na TV. Ele também tem um grande interesse em tecnologia e computadores. Mais esperto que seus amigos de 10 anos, Kevin é tão precoce quanto adorável. Ele também tem asma, que foi vista pela primeira vez no primeiro filme. Ele adora ser o centro das atenções. Kevin tem 10 anos na primeira temporada e faz 13 na terceira.
- Teala Dunn substitui Aleisha Allen como Lindsey Kingston-Persons, filha de Suzanne, enteada de Nick e irmã mais velha de Kevin. Aos 15 anos, Lindsey é uma típica adolescente americana, que adora passar o tempo com as amigas e trocando mensagens de texto no celular. Ela tem um forte vínculo com seus pais e irmão mais novo, mas prefere sair com os amigos em vez da família. Lindsey muitas vezes se mete em problemas e ela e Kevin muitas vezes chantageiam um ao outro.
- Christian Finnegan substitui Jay Mohr como Martin, também conhecido como Marty, o melhor amigo de Nick que agora é dono de um bar/restaurante com tema esportivo. Martin é um ladino adorável e solteirão e está sempre namorando. Ele já namorou Gigi. É visto regularmente ajudando Nick com qualquer problema com Suzanne.
- Keesha Sharp como Gigi, assistente e melhor amiga de Suzanne. Sempre pronta para se divertir, ela frequentemente vai para as festas mais badaladas dentro e fora da cidade. Gigi também é conhecida por ter tido diversos namorados diferentes.
- Telma Hopkins como Marilyn Persons, a mãe de Nick, a sogra de Suzanne e avó de consideração das crianças. Ela não está empolgada com o fato de ser avó, e não quer que a crianças a chamem assim. Ela também não possui um bom relacionamento com sua nova nora, porém Nick é seu único filho, então ela tem que se ajustar à sua nova vida como marido e pai.

### Recorrente
- Ice Cube como Terrence, irmão paramilitar de Suzanne, cunhado de Nick e tio das crianças. Por trabalhar para uma agência governamental secreta, ele é muito reservado. Ele é protetor de sua única irmã e usa todas as oportunidades para lembrar a Nick que é melhor ele ser bom para ela e as crianças, ameaçando matá-lo. Para sair de cena discretamente, ele geralmente diz: "O que é isso?" e a pessoa com quem ele está falando desviará o olhar e olhará para trás, apenas para que o mesmo desapareça silenciosamente. Ice Cube originalmente interpretou Nick nos filmes, embora não quis reprisar seu papel na série.
- Charlie Murphy substitui Sean Millington como Frank Kingston, ex-marido de Suzanne, pai de Kevin e Lindsey, ex-cunhado de Terrence e rival de Nick. Frank negligenciou Kevin e Lindsey e é visto durante todo a série tentando se reconciliar com a família, mas Suzanne e Nick não confiam mais nele.
- Michael Hall D'Addario como Troy, o melhor amigo de Kevin. Troy é um grande fã da cultura afro-americana. Ele é esperto demais para sua idade e é conhecido por ser muito inteligente, embora possua principalmente esperteza das ruas. Ele frequentemente mente para sua mãe, Jackie, sobre sua localização, apenas para que ele possa aprontar com Kevin.
- Annie Q. como Kelly, a melhor amiga de Lindsey.
- Jacqueline Mazarella como Jackie, mãe de Troy.
- Sherrod Small como Malcolm, amigo de Nick.
- Joe D'Onofrio como Staten
- Island Mike, amigo de Nick.
- Darrell Hammond como Brick Street, um âncora da KAWT.

## Produção
A série é vagamente baseada no filme homônimo de 2005 e sua sequência de 2007, lançada pela Revolution Studios. No entanto, houve uma reformulação nos papéis de Nick Persons, Suzanne Kingston, seus dois filhos e o amigo de Nick, Martin, especialmente para a série. O único membro do elenco dos filmes a aparecer é o produtor executivo do programa, Ice Cube, que possui um papel recorrente como Terrence, irmão de Suzanne e tio das crianças. Embora a série seja apropriada para todas as idades, não é tão familiar quanto os filmes.
A TBS deu sinal verde à série em junho de 2009 e 10 episódios foram pedidos, estendendo, posteriormente, o pedido para 90 episódios. Ao contrário da maioria dos seriados, a produção de Are We There Yet? é executada em uma programação que permite que três episódios sejam filmados ao longo de um período de uma semana.  A série foi distribuída pela Debmar-Mercury. A série foi filmada no Connecticut Film Center em Stamford.[carece de fontes?]
Na quarta-feira, 18 de maio de 2011, foi anunciado que Are We There Yet? retornaria com novos episódios na sexta-feira a partir de 30 de setembro de 2011 às 8/7c na TBS. A série foi oficialmente cancelada em 1.º de março de 2013.

## Episódios
| Temporada | Temporada | Episódios | Estreia                | Final               |
| --------- | --------- | --------- | ---------------------- | ------------------- |
|           | 1         | 10        | 2 de Junho de 2010     | 30 de Junho de 2010 |
|           | 2         | 34        | 5 de Janeiro de 2011   | 4 de Maio de 2011   |
|           | 3         | 56        | 17 de Setembro de 2012 | 1 de Março de 2013  |